# Lotzegletscher
Der Lotzegletscher ist ein Gletscher in den Bowers Mountains des ostantarktischen Viktorialands. In der Explorers Range fließt er nordöstlich des Dorngletschers in östlicher Richtung zum Tschugunow-Gletscher.
Wissenschaftler der deutschen Expedition GANOVEX III (1982–1983) benannten ihn. Namensgeber ist der deutsche Geologe Franz Lotze (1903–1971).